# Trièves

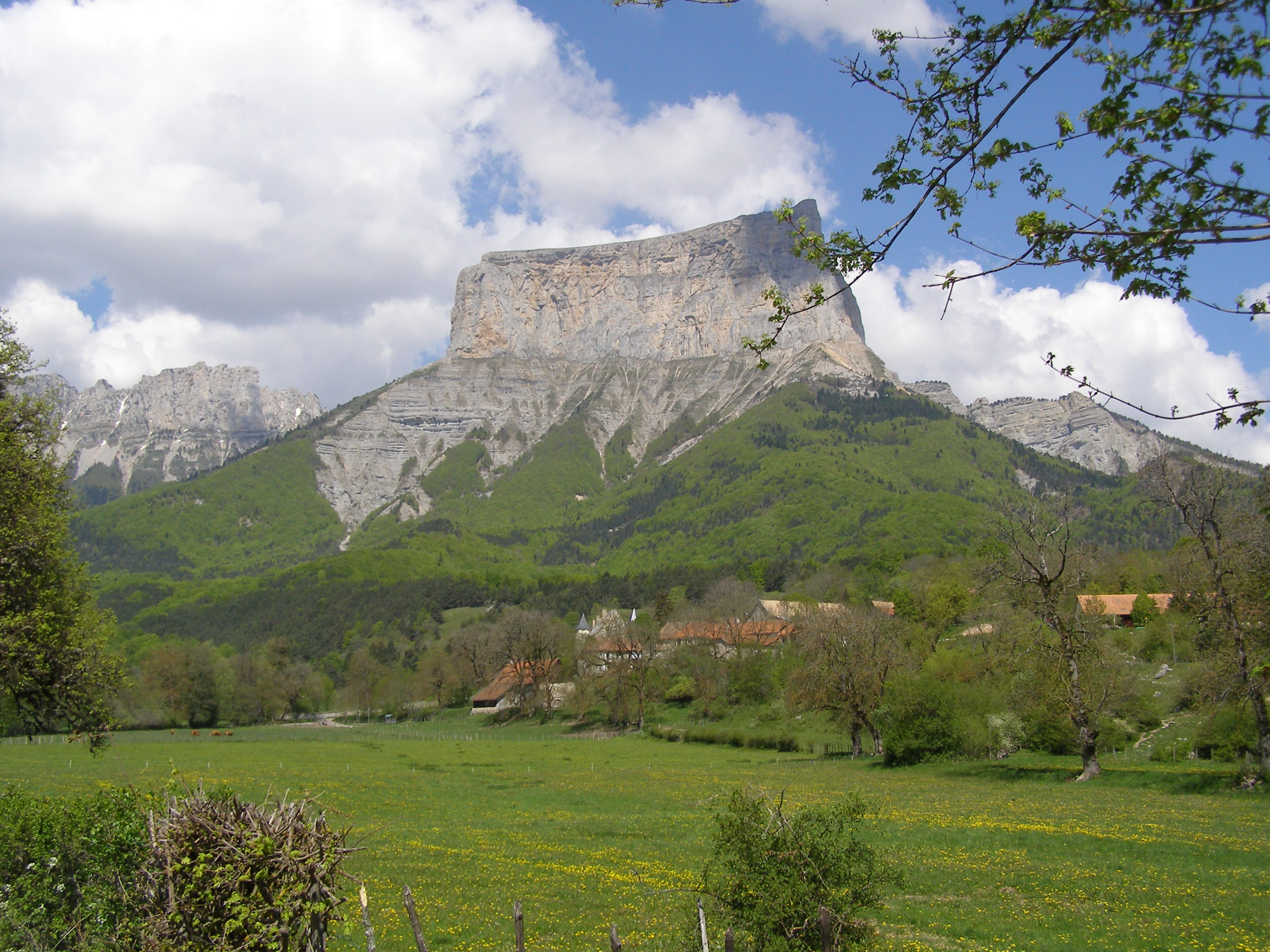
De Mont Aiguille en het dorp Ruthières (Chichilianne)

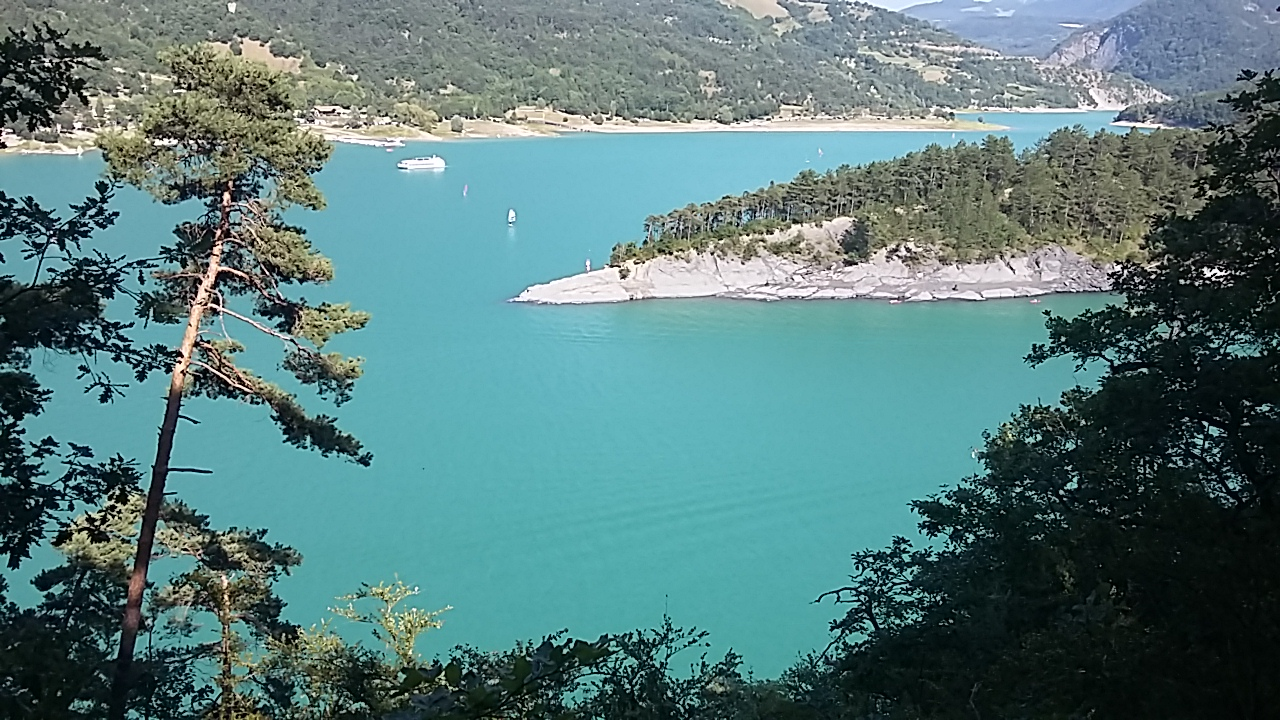
Het Lac de Monteynard in de vallei van de Ebron

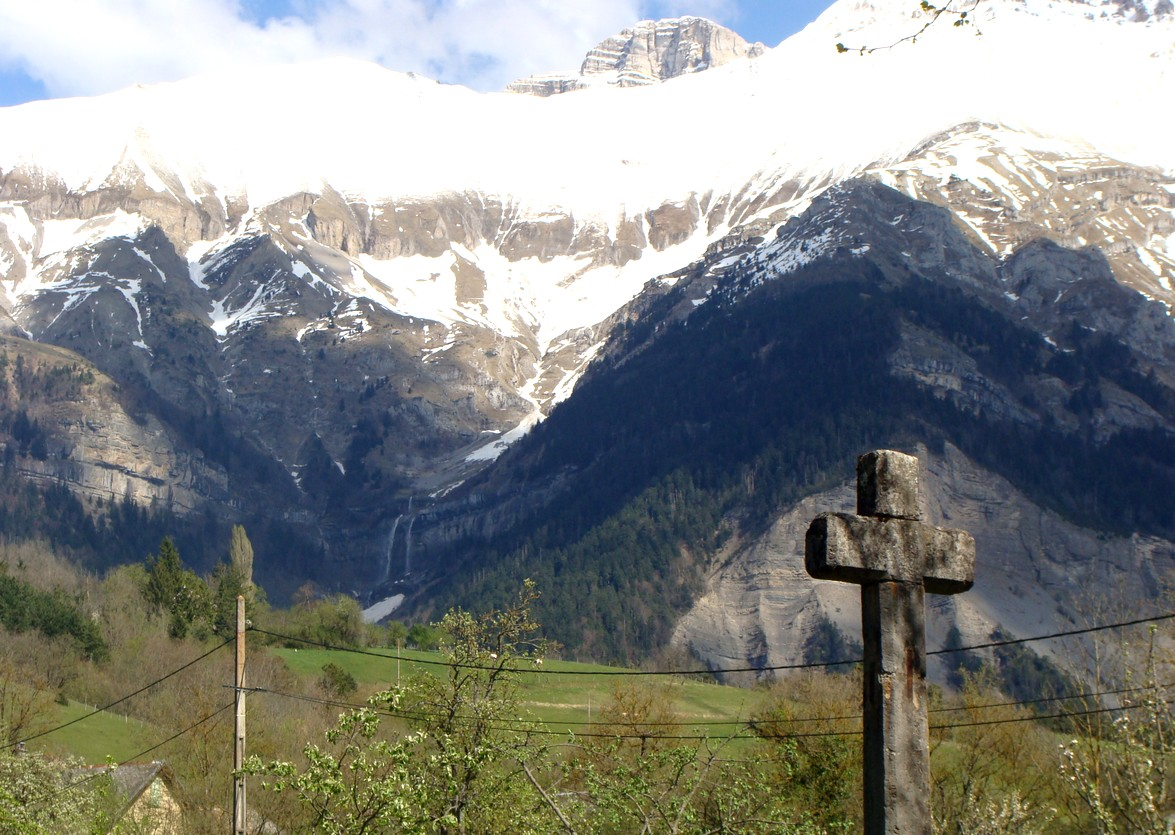
Zicht op de Obiou vanuit het dorpje Saint-Baudille-et-Pipet

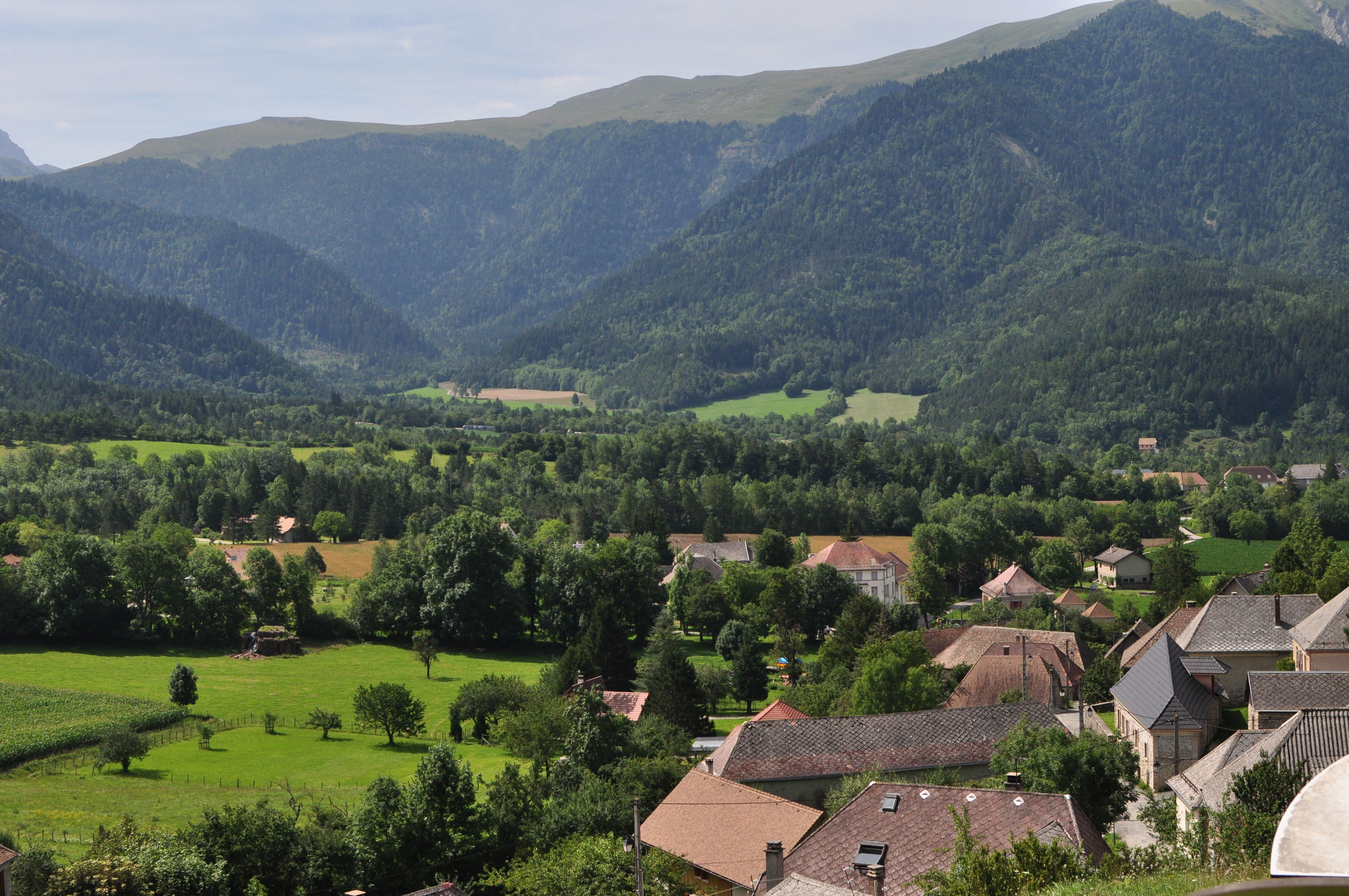
Zicht op het dorp Tréminis

Trièves is een kleine streek in het zuiden van het Franse departement  Isère, gelegen tussen drie bergmassieven: de Alpen (en Matheysine) in het noordoosten, het Dévoluymassief in het zuiden en de Vercors in het westen. Het gebied ligt op de linkeroevers van de Drac, die zich bij Grenoble bij de Isère voegt. De rivier de Ébron, een zijrivier van de Drac draineert een groot deel van de streek.
De streek wordt als volgt begrensd:
- in het noorden door de Col de l'Arzelier en de cluse van de Drac bij Saint-Martin-de-la-Cluze
- in het noordoosten door de Drac
- in het zuidoosten door het Dévoluymassief
- in het zuiden door de Col de la Croix-Haute
- in het westen door de oostelijke grens van de Vercors

De belangrijkste stad in de Trièves is Monestier-de-Clermont (vroeger Clermont-en-Trièves genoemd); de historische hoofdplaats is Mens.
De streek vormt een brede uitloper van de Sillon Alpin, een breed dal dat de Alpen van de Voor-Alpen (Chartreuse, Vercors,...) scheidt. Naar het noordoosten en oosten toe wordt de streek door de kloof van de Drac afgescheiden van de Matheysine en La Mure. Zelfs in de 21e eeuw zijn er slechts twee bruggen over deze kloof, beiden bij Saint-Jean-d'Hérans. Er zijn slechts vier wegen die de streek verlaten in zuidelijke richting: via de Col de Menée (zuidwesten), via de Col de la Croix-Haute, via de Dévoluy en via het smalle dal van de Drac ten zuiden van Corps. De Col de Menée en de weg door de Dévoluy werden pas in de Moderne Tijd aangelegd. Er zijn geen verbindingswegen naar het westen. De oostelijke rand van het plateau van de Vercors vormt hier een ondoordringbare hindernis met een lengte van 50 kilometer.

## Geschiedenis
Historisch gezien heeft Trièves altijd tot de Dauphiné behoort. Het gebied was lange tijd geïsoleerd doordat aan alle zijden beschermd wordt door hoge bergen of diepe dalen. De belangrijkste weg was lange tijd de weg Grenoble – Gap via La Mure, die langs de noordoostzijde van de Trièves passeert. Verder speelde de verbinding via de Col de la Croix-Haute naar het zuiden (Provence) en de Diois (via de Col de Grimone) een belangrijke rol.
In de 13e eeuw wordt Mens de echte hoofdstad van de Trièves, met een wekelijkse markt als commercieel zenuwcentrum van de streek. Tijdens de godsdienstoorlog, van 1562 tot 1589, wordt Mens een hugenootse (protestantse) stad.
De aanleg van de spoorlijn lijnen (Lyon-)Grenoble-Veynes-Marseille, de zogeheten Ligne des Alpes, en (in 2007) de aanleg van de A51 veranderde het isolement van de regio. Tijdens de jaren 50 en 60 kende de streek een sterke ontvolking. De intercommunale van de Trièves werd in 2012 opgericht door 28 gemeenten. Vandaag is er een belangrijke pendel naar Grenoble.

## Vervoer

### Wegverkeer

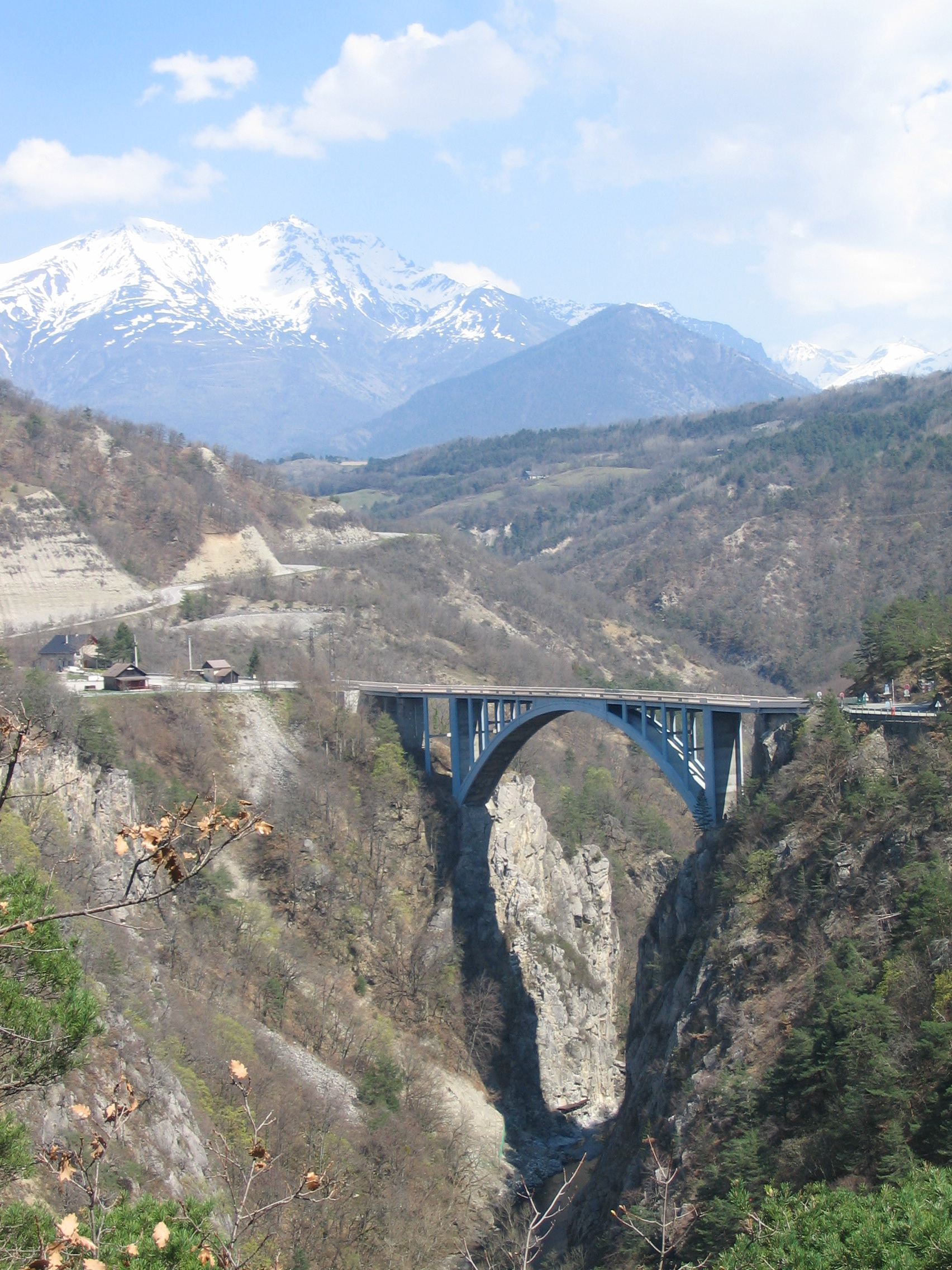
De Pont de Ponsonnas, waar de D526 tussen Mens en de N85 de Drac oversteekt, heeft een hoogte van 103 meter.

De belangrijkste weg doorheen de Trièves is de D1075 die van Grenoble naar de Col de la Croix-Haute loopt via Clermont, Saint-Michel-les-Portes, Saint-Maurice-en-Trièves en Lalley. Ten noordoosten loopt de N85, ook gekend als Route Napoléon, die ook een belangrijke rol speelt voor de verbinding naar het zuidoosten (Gap en de Hautes Alpes) en mindere mate naar La Mure en Grenoble. De N85 richting zuidoosten in Corps is bereikbaar via de D66 langs Cordéac, vanwaar ook de toegangsweg naar de Dévoluy, de D537, start. De N85 in noordelijke richting is bereikbaar via de D526 over de Pont de Ponsonnas.

### Spoorweg
Vandaag zijn er twee treinstations in de Trièves: Monestier-de-Clermont en Clelles-Mens. Deze worden bediend door regionele 'TER'-treinen. Het meest nabije TGV-station bevindt zich in Grenoble. Vroeger waren er ook treinstations in Saint-Martin-de-la-Cluze, Le Percy, Saint-Maurice-en-Trièves en Lalley.

## Bezienswaardigheden
- Mens
- Mont Aiguille
- Lac de Monteynard-Avignonet
- Twee lange ponts himalayennes (hangbruggen) voor voetgangers over het Lac Monteynard
- "Pont de Brion", een hangbrug en de enige brug voor wegverkeer over de Ébron, gebouwd in 1951.
- Wintersportstations in Gresse-en-Vercors, Tréminis en Chichilianne

## Trièves in cultuur

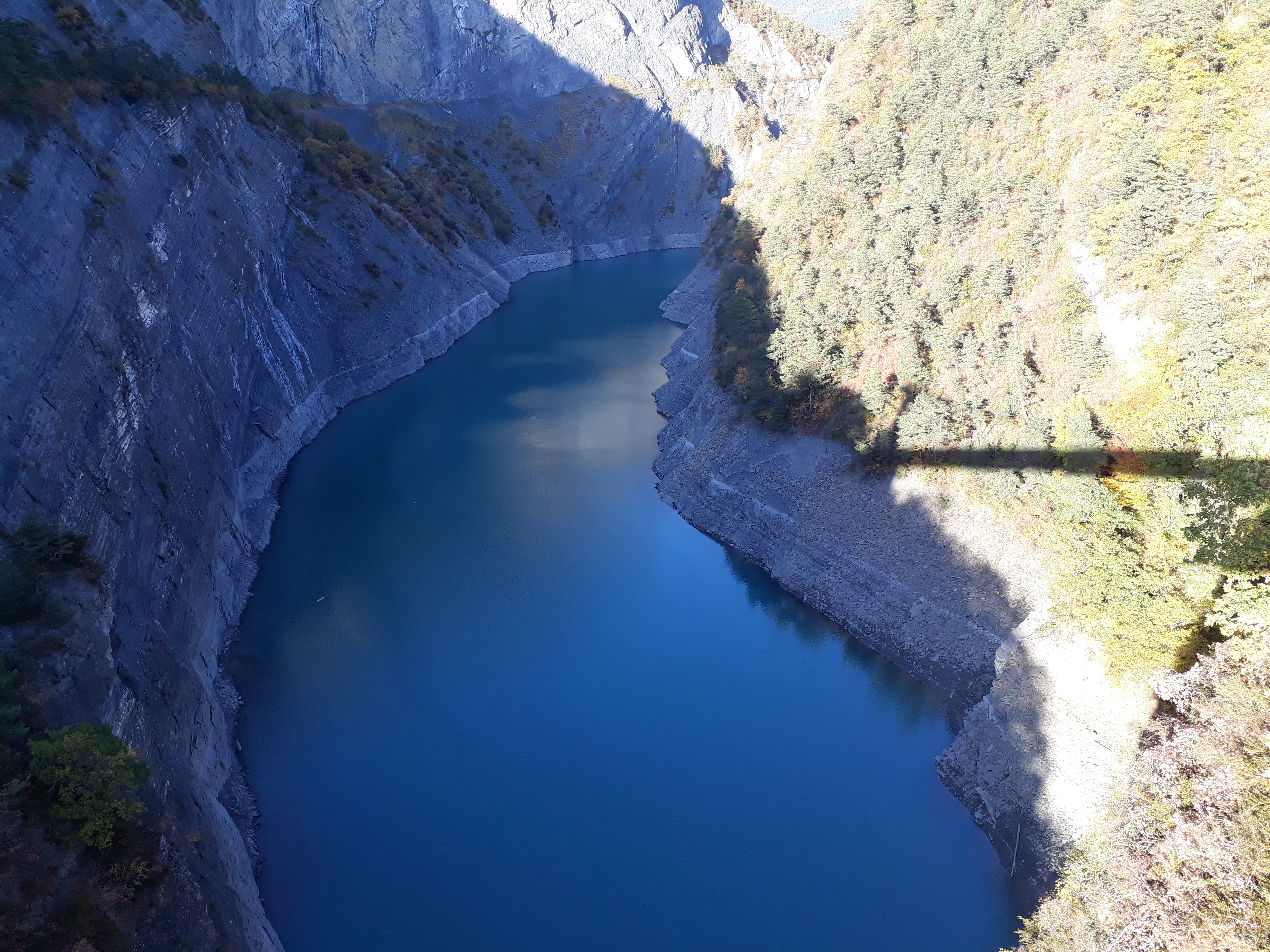
De Ébron vanaf de pont de Brion, waar de eindscène van de film Buffet froid opgenomen werd.

- De Franse schrijver Jean Giono (1895-1970) schreef de roman "Un roi sans divertissement", die zich afspeelt in een dorp van de Trièves.
- De Pont de Brion over de Ébron werd gebruikt als locatie in de films "Buffet froid" van Bertrand Blier met onder anderen Gérard Depardieu en "Les rivières pourpres" van Mathieu Kassovitz.

## Galerij

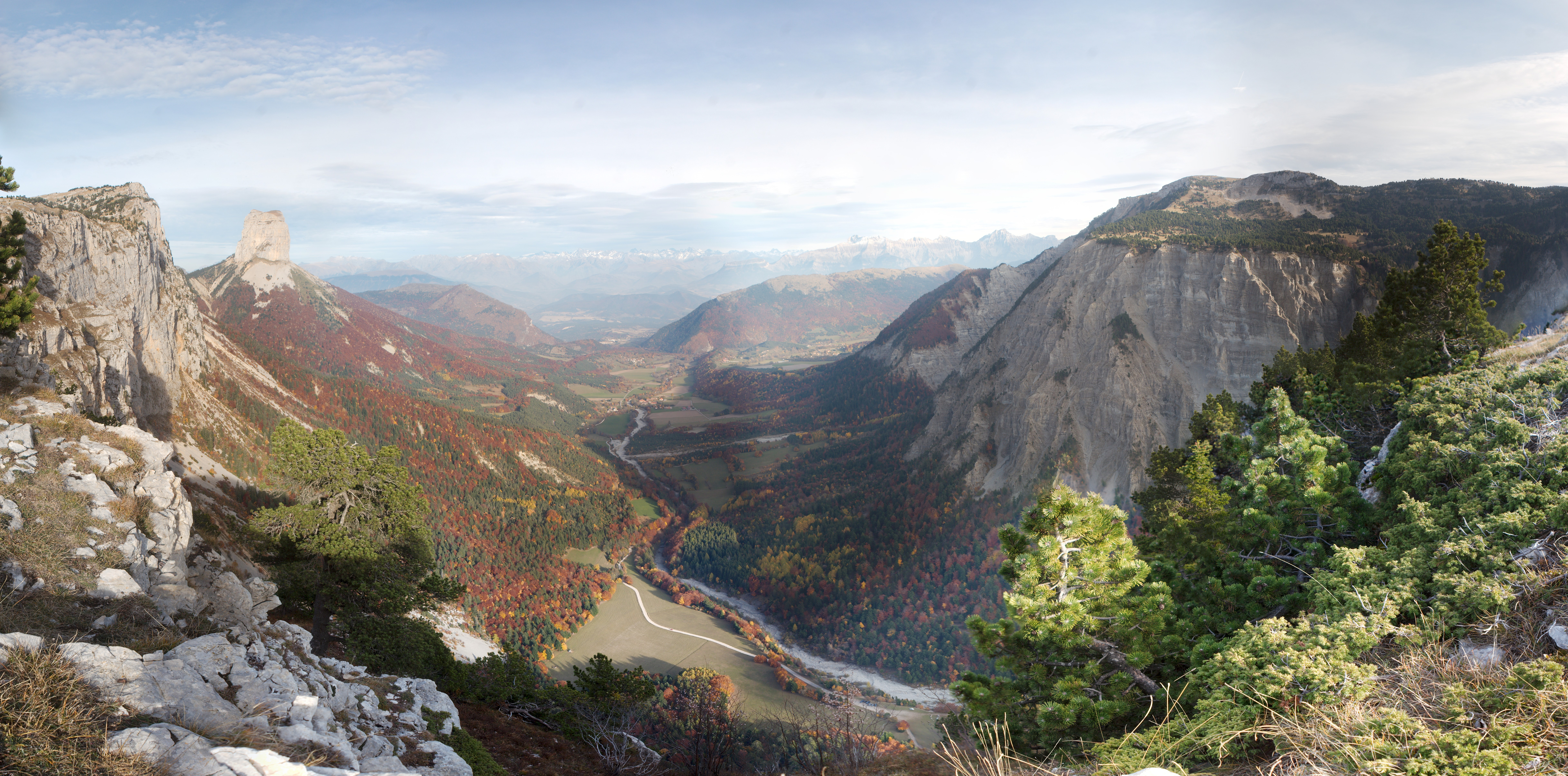
Trièves, gezien vanaf de Vercors
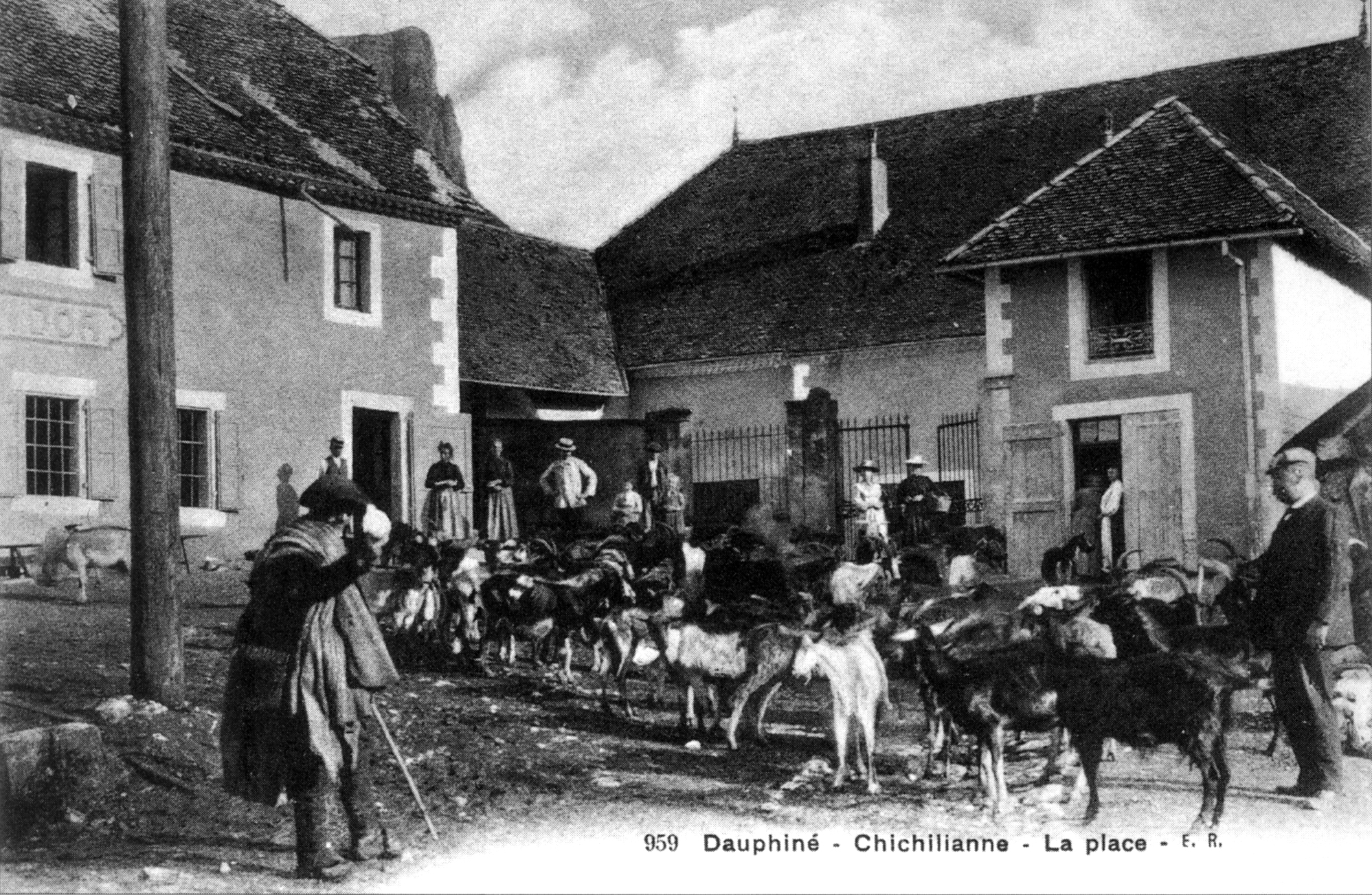
Een kudde schapen keert terug van het plateau naar het dorp
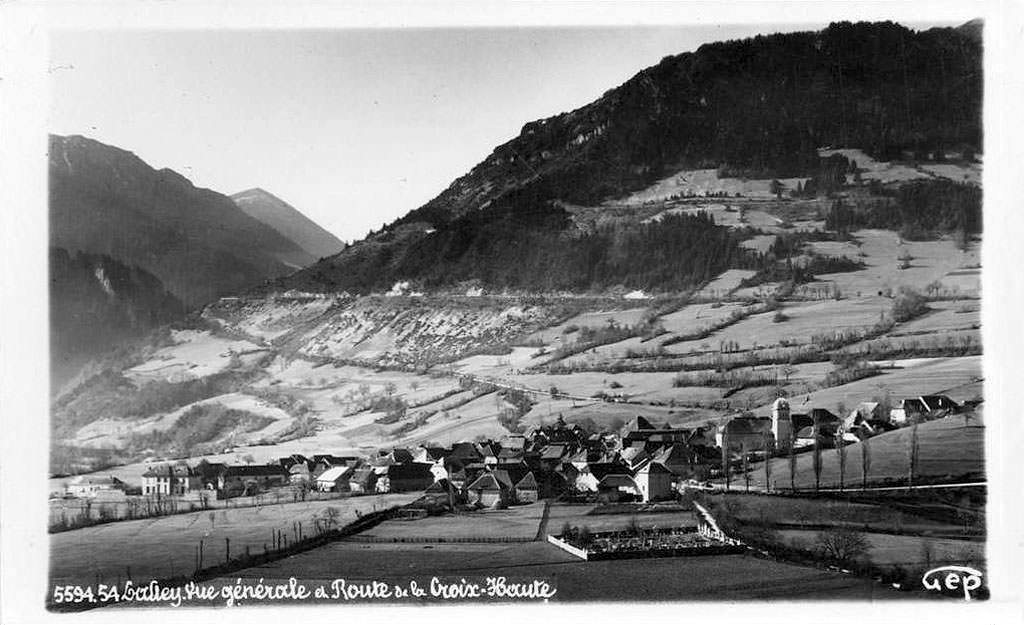
Zicht op Lalley aan het begin van de 20e eeuw
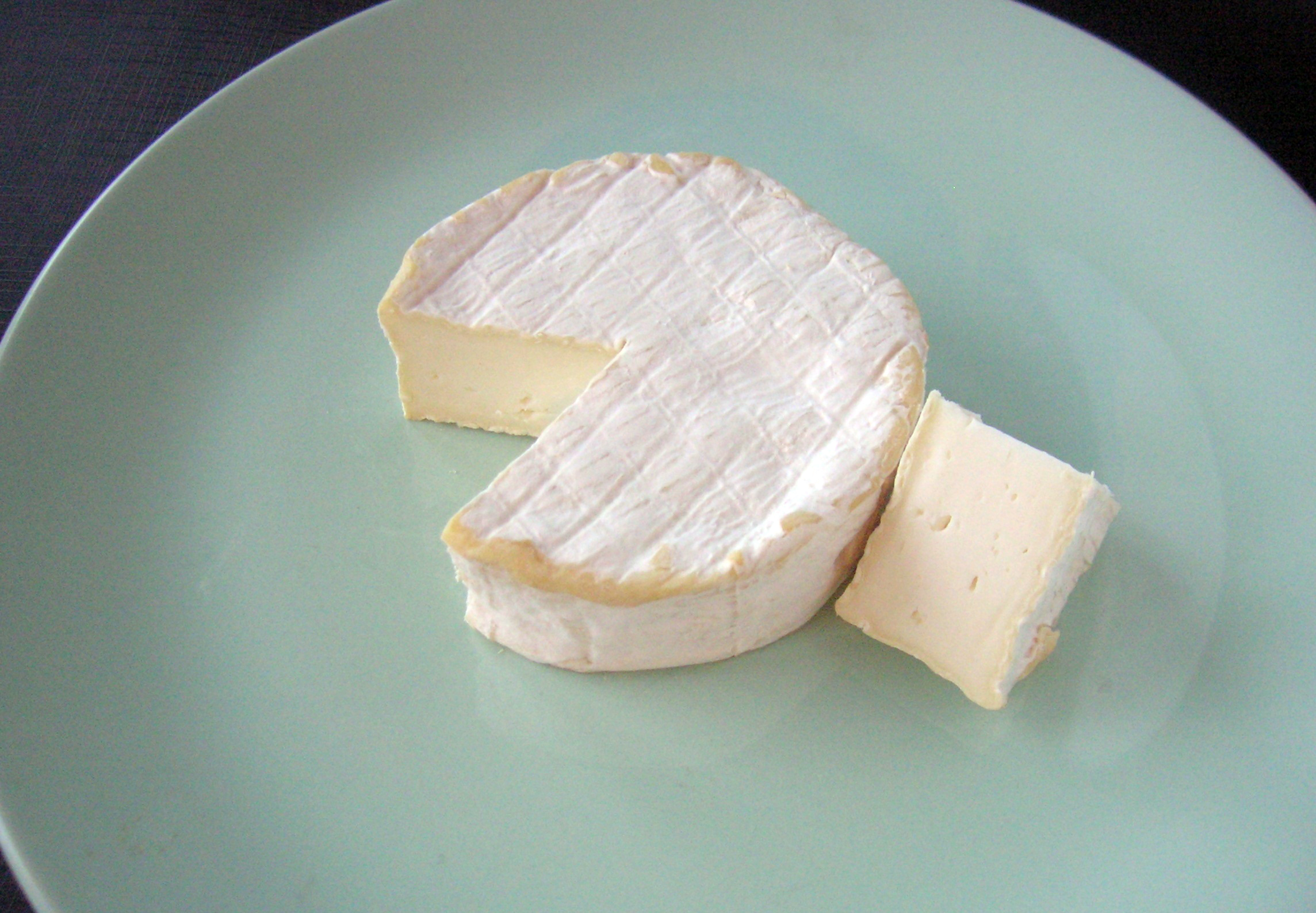
De trièvesgeitenkaas
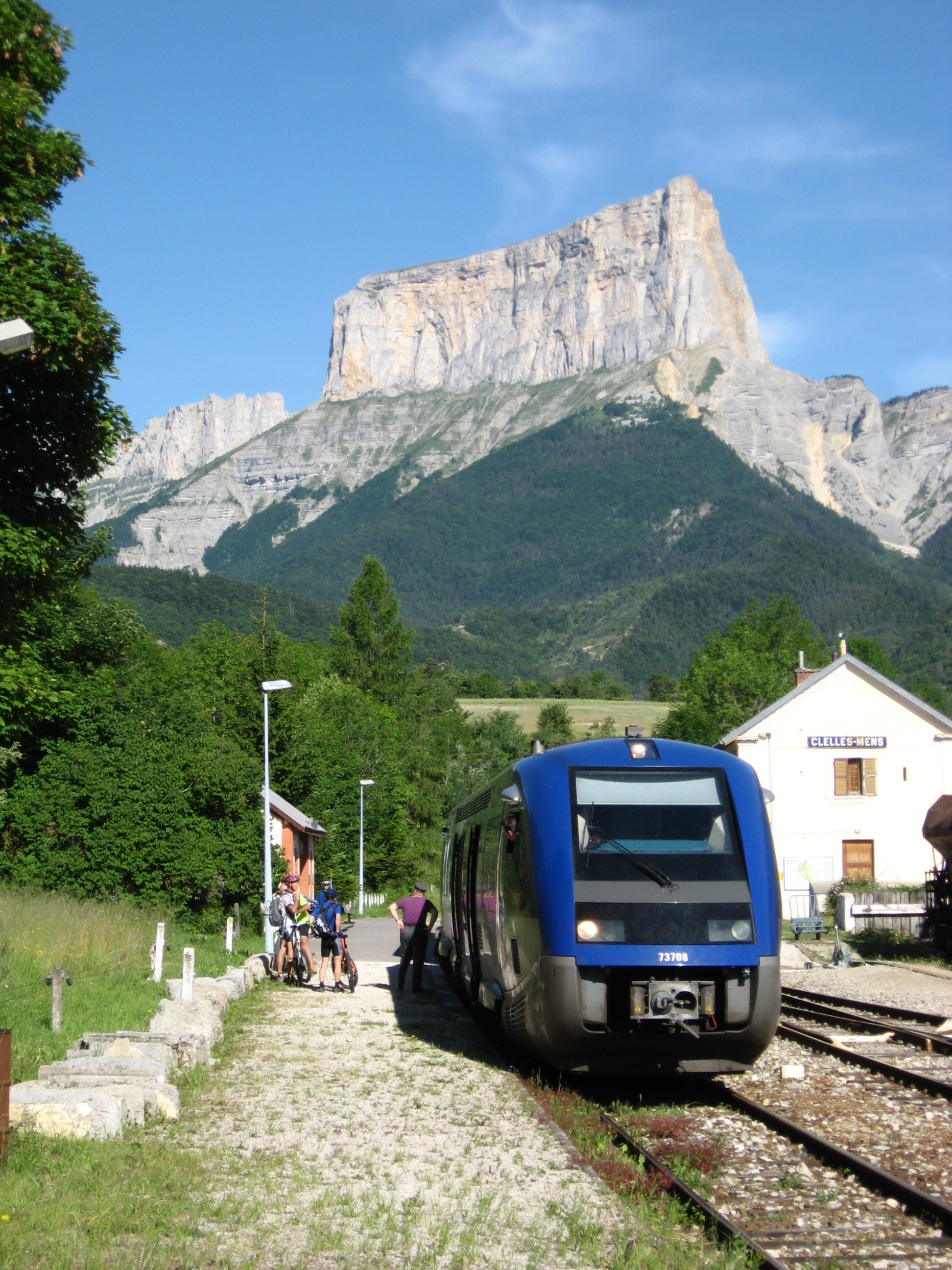
De trein Gap-Grenoble in het station van Clelles-Mens
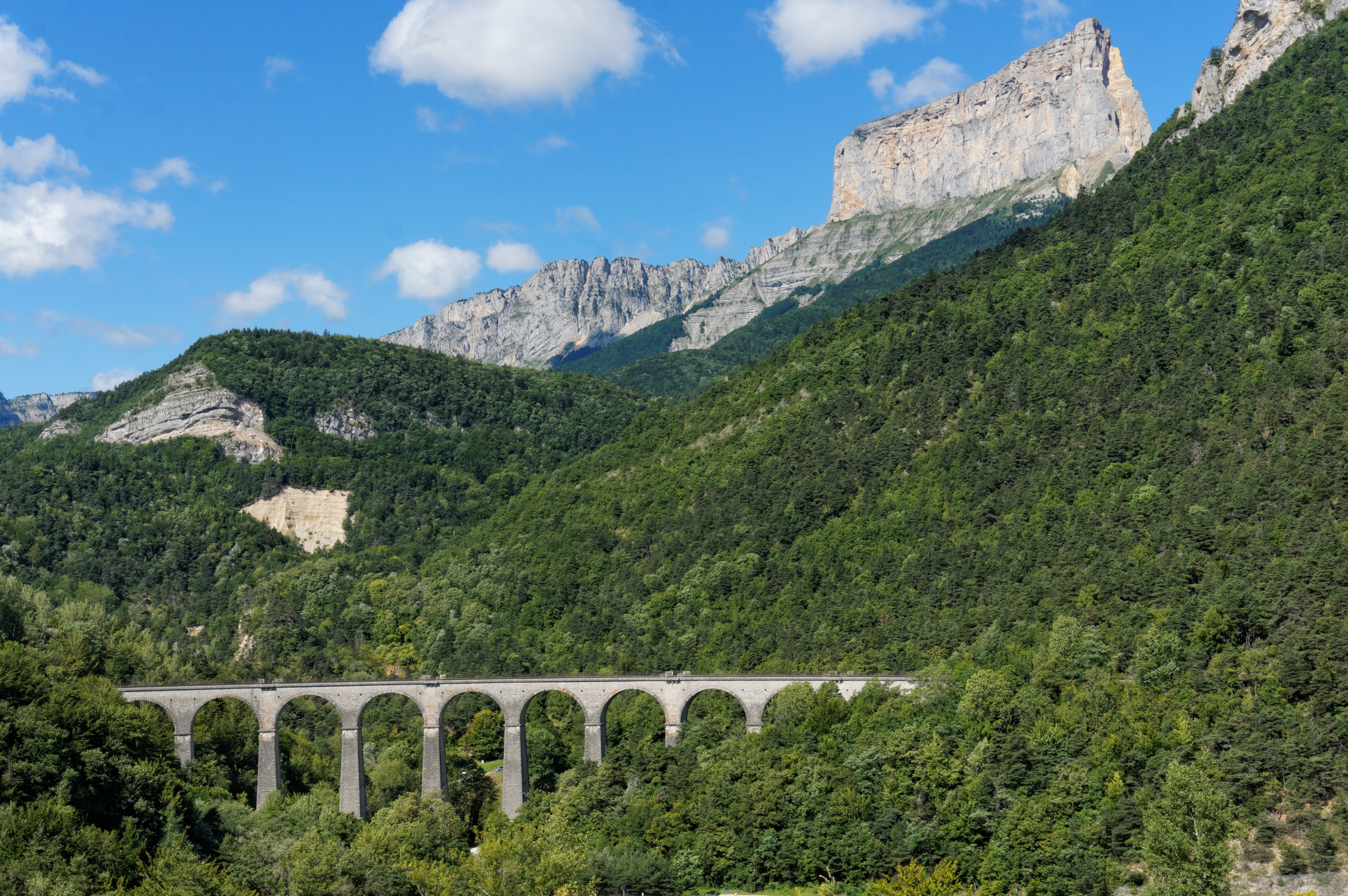
Spoorwegviaduct in de buurt van Clelles
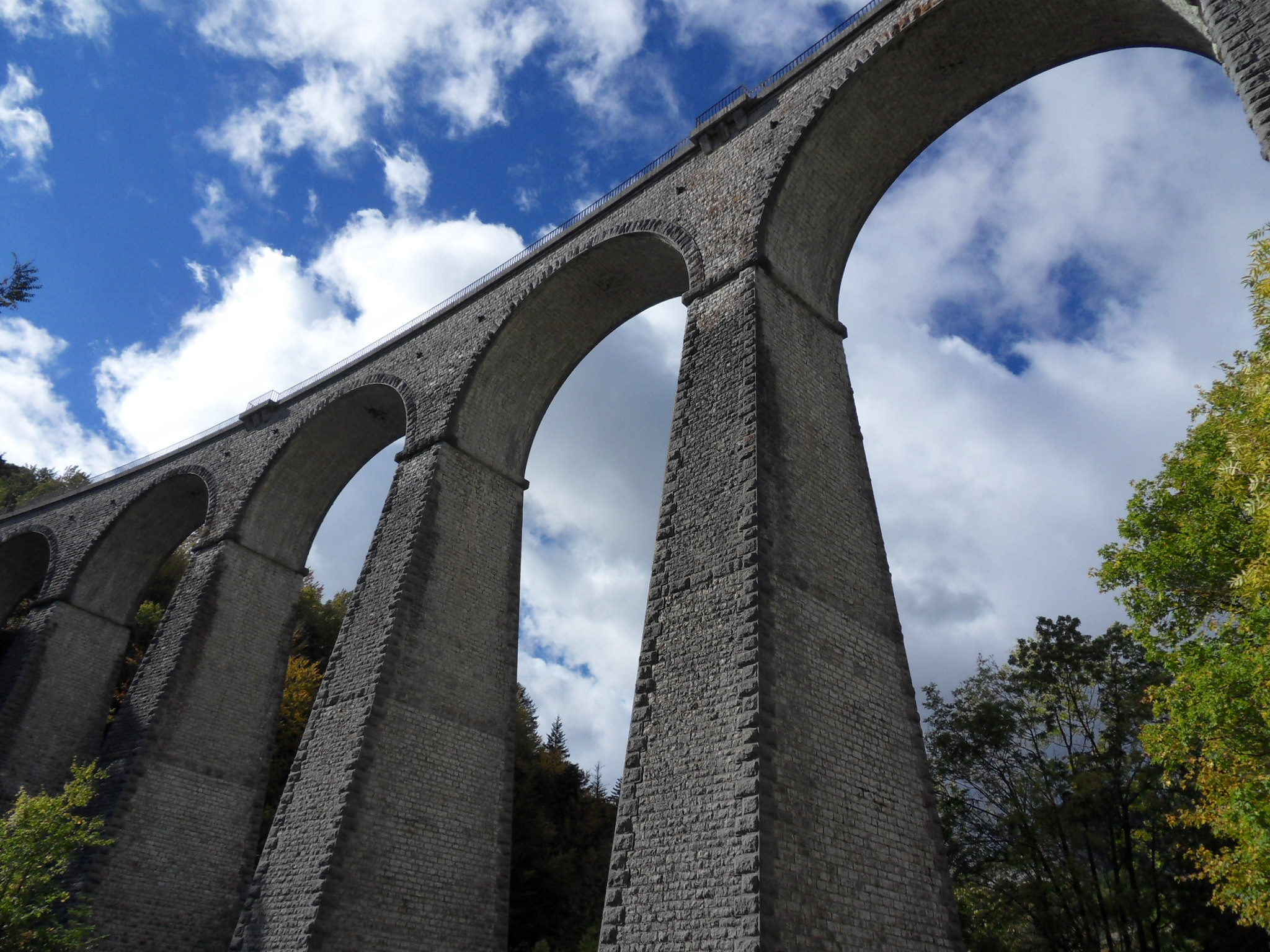
Viaduct d'Orbannes in Clelles
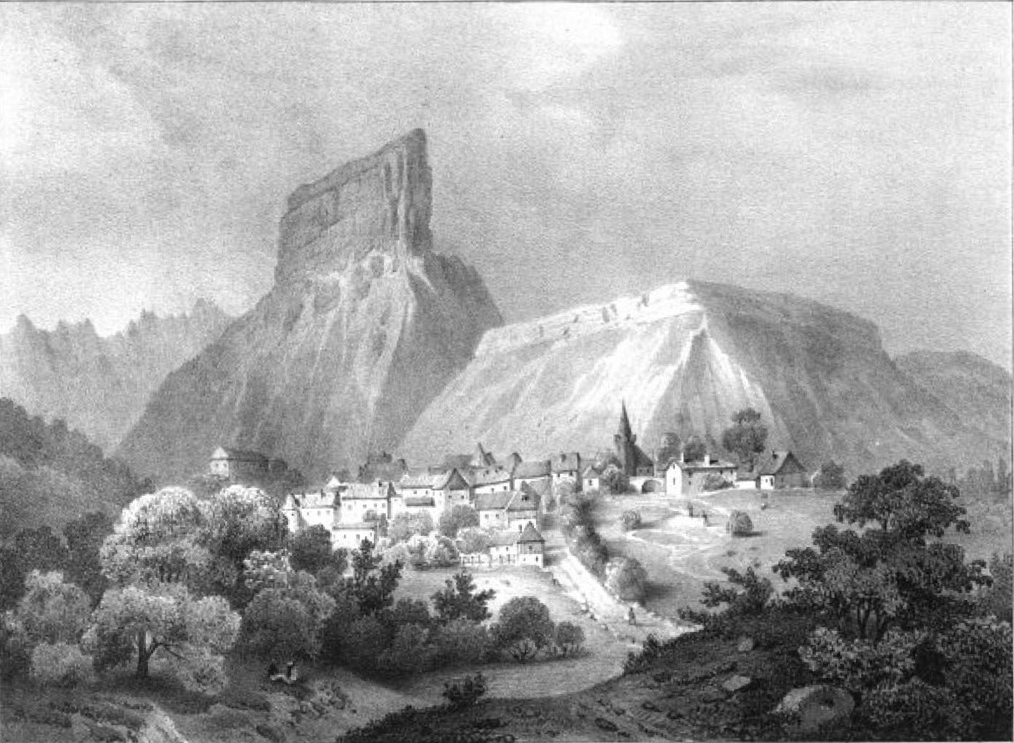
Mont Aiguille
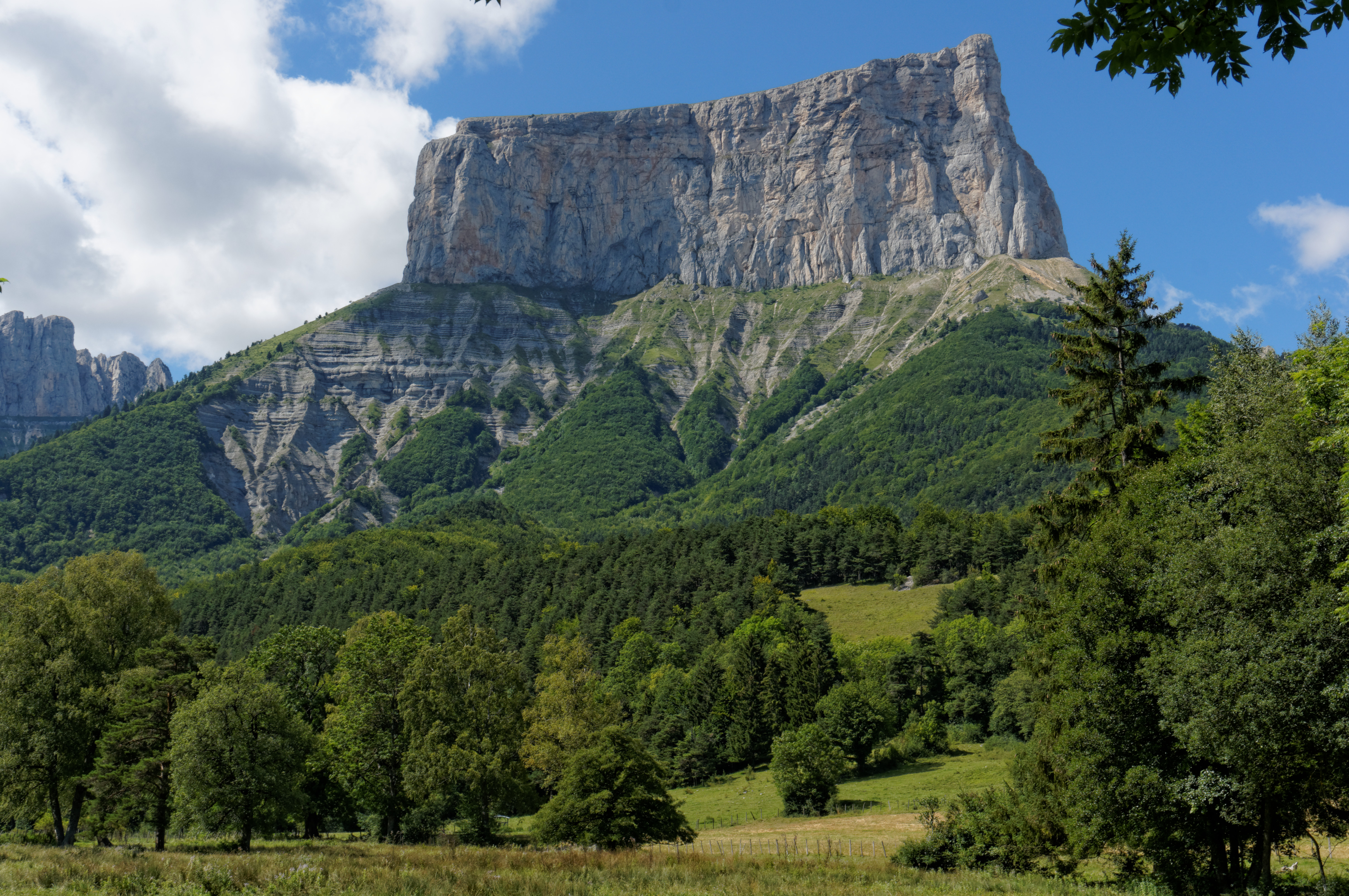
Mont Aiguille
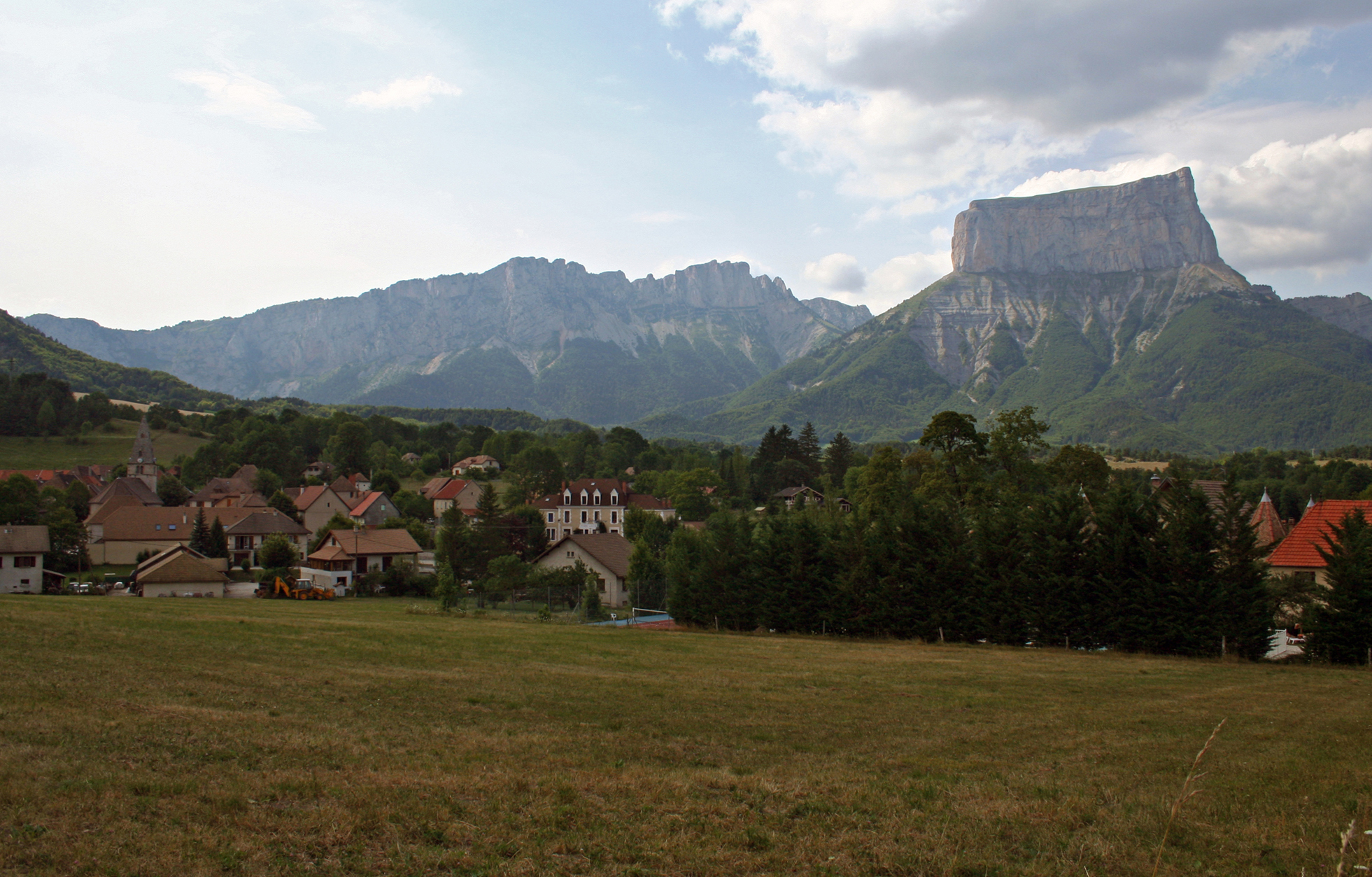
Balcon Est van de Vercors met de Mont Aiguille
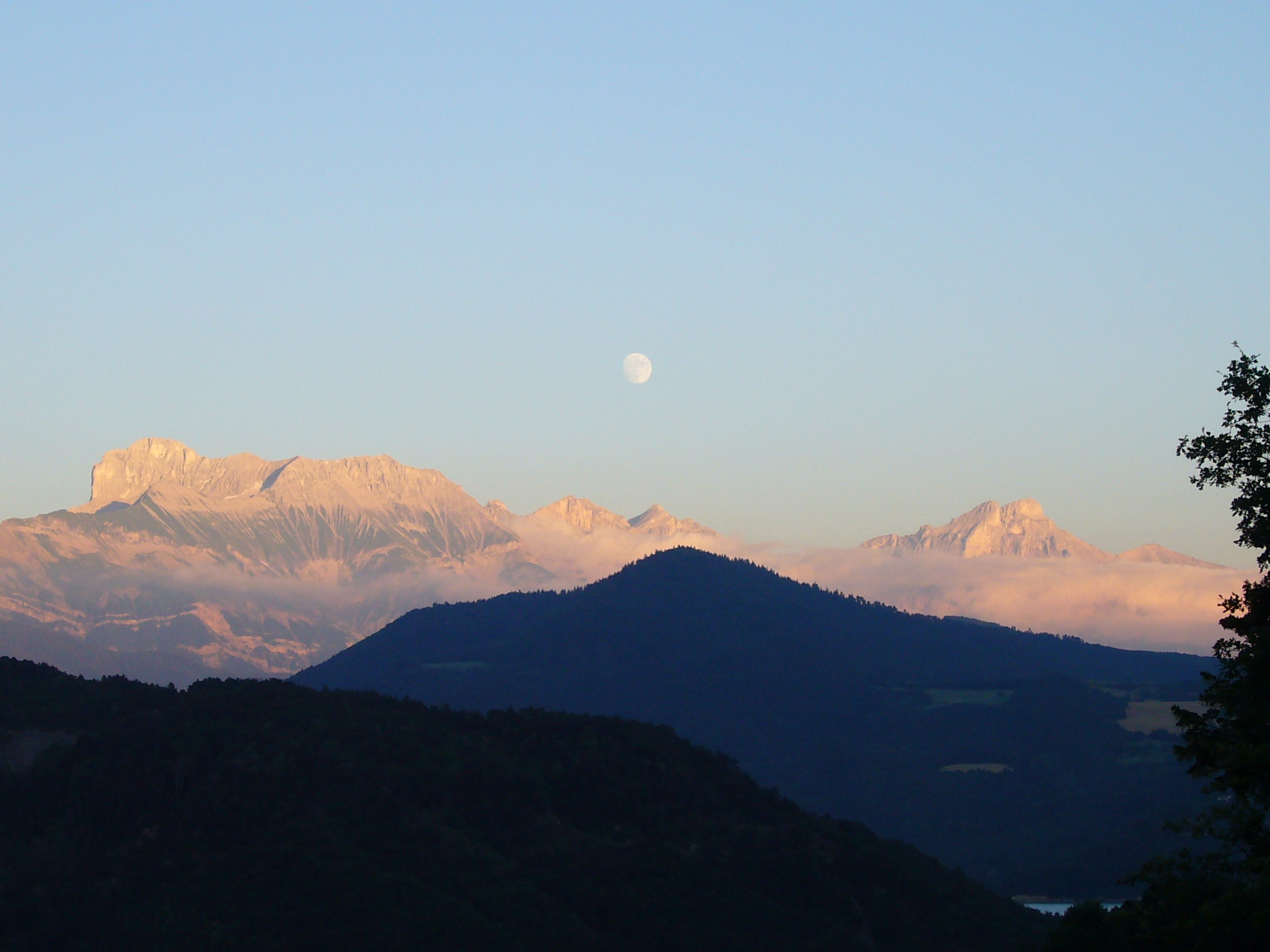
Zicht op de Obiou en de Grand Ferrand vanaf het meer van Monteynard
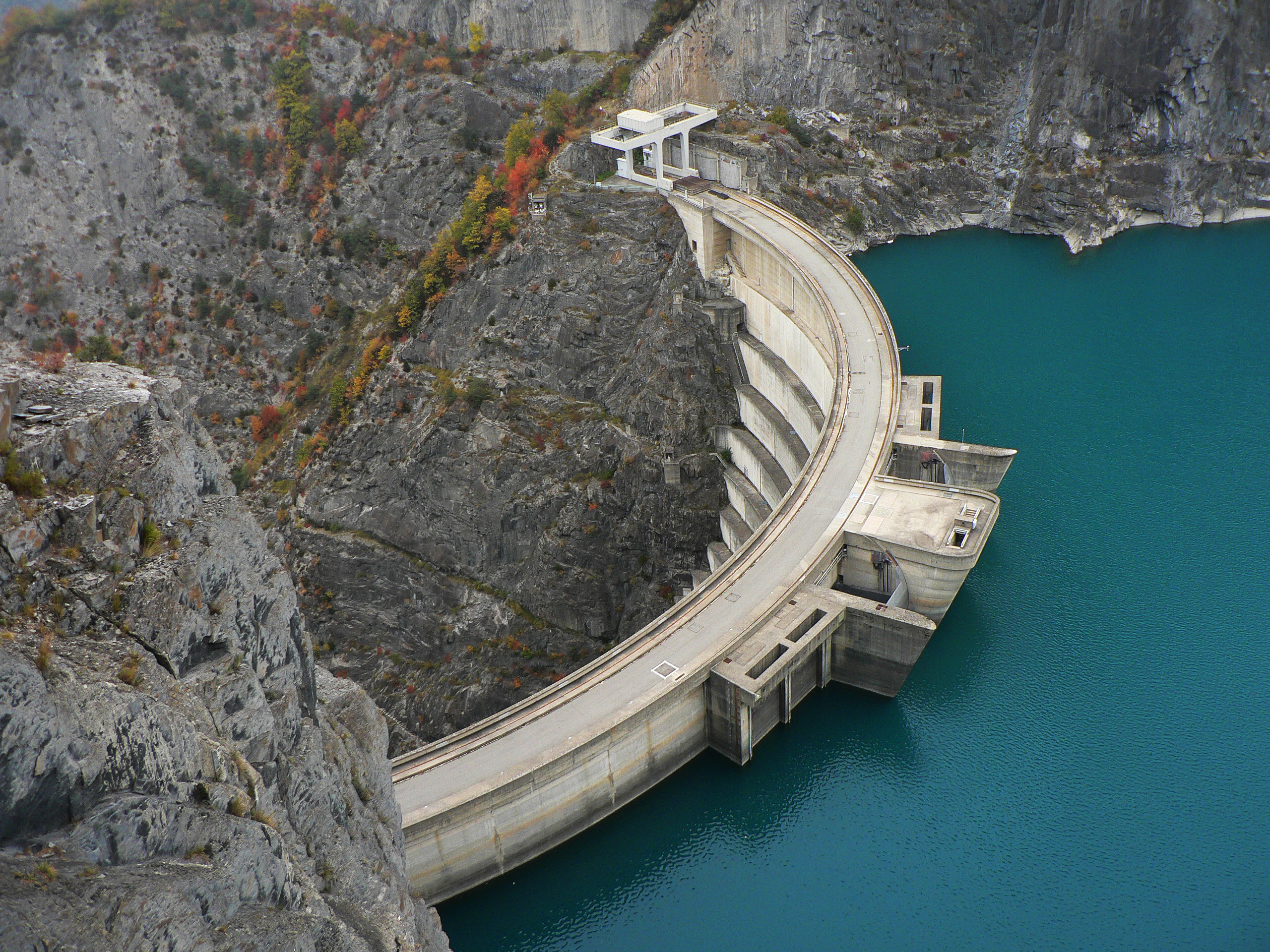
Stuwdam van Monteynard-Avignonet
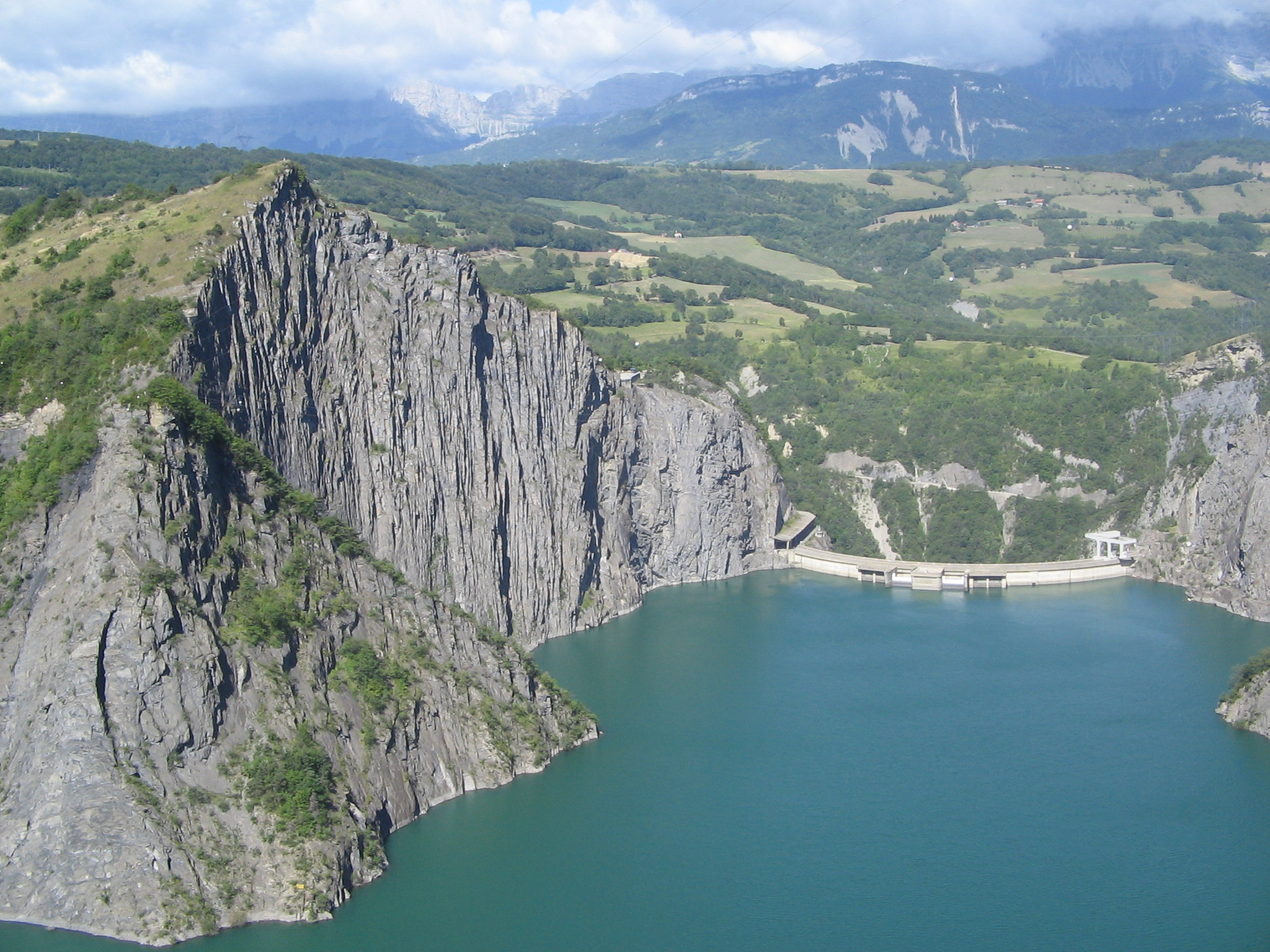
Lac de Monteynard de stuwdam bij Monteynard-Avignonet